# PROCYON
PROCYON (Proximate Object Close flyby with Optical Navigation) é uma sonda espacial para sobrevoo de asteroide que foi lançada juntamente com a Hayabusa 2 no dia 4 de dezembro de 2014. Ela foi desenvolvida pela Universidade de Tóquio em parceria com a JAXA. É uma espaçonave pequena (aprox. 60 centímetros cubo) de baixo custo (500 milhões de ienes).
Foi destinado a sobrevoar o asteroide (185851) 2000 DP107 em 2016, mas o plano foi abandonado devido ao mau funcionamento do propulsor de íons.

## Visão geral da missão
A sonda PROCYON foi lançada como carga secundária, juntamente com a sonda pousadora de asteroide Hayabusa 2. Após a separação do foguete transportador, a PROCYON foi deixada em órbita heliocêntrica, onde se vai executar uma manobra para ir em direção ao espaço profundo, utilizando um propulsor de íons experimental. Depois de conferir 95 m/s de delta-v e gastos 20% do propulsor xenônio a bordo, a PROCYON irá realizar um sobrevoo da Terra em dezembro de 2015. Este sobrevoo permitirá a PROCYON fazer a transição para uma trajetória que passa mais perto do cinturão principal de asteroides. Antes do voo rasante, um asteroide específico será selecionado, e os parâmetros do voo rasante da Terra será ajustados em conformidade. O resto do propulsor de xenônio será usado entre a Terra e o sobrevoo do asteroide para assegurar uma distância de passagem controlada de 30 km.
Ela usa um sistema combinado leve (10 kg) para propulsão e controle de atitude, utilizando o mesmo tanque de xenônio para o propulsor de íons principal e 8 propulsores de controle de atitude a gás frio.

## Falha
Após ser lançada todos os sistemas a bordo da sonda espacial foram implantados em órbita e o propulsor de íons foi iniciado. Mas ele parou de funcionar em meados de março de 2015. A causa do incidente é desconhecida. A hipótese considerando o mais provável é que os restos de metal ficou preso entre as duas portas do fabricante do dispositivo de íons. A agência espacial japonesa anunciou em meados de abril do mesmo ano que o destino selecionado para a PROCYON; foi o asteroide binário Apollo cruzador de Marte (185851) 2000 DP107, o asteroide primário tem 800 metros e o secundário tem 300 metros. No início de maio, um relatório publicado na imprensa japonesa anunciou o fim das tentativas para reiniciar o propulsor de íons. A sonda não será capaz de voar sobre o asteroide selecionado. No entanto, irá continuar sendo utilizada para validar a operação de vários equipamentos a bordo. A sonda PROCYON passou voando perto da Terra em 3 de dezembro de 2015, mas foi incapaz de fazer uma mudança de órbita controlada.

## Instrumentos
- Um telescópio pequeno para a navegação para o asteroide e coleta de dados.
- Câmera Lyman-alpha de imagem para observar a geocorona.[6]